# Jardin Alice-Saunier-Seïté
Jardin Alice-Saunier-Seïté, tidigare Jardin de la Rue-Visconti, är en fickpark vid Rue Visconti i Quartier Saint-Germain-des-Prés i Paris 6:e arrondissement. Parken är uppkallad efter den franska politikern Alice Saunier-Seïté (1925–2003). Parken anlades år 2000 mellan Rue Visconti nummer 8 och 12; den bytte år 2017 namn till Jardin Alice-Saunier-Seïté.
Jardin Alice-Saunier-Seïté är den minsta offentliga parken i Paris.

## Omgivningar
- Saint-Germain-des-Prés
- Boulevard Saint-Germain
- Square Gabriel-Pierné
- Musée national Eugène-Delacroix

## Bilder
| - Jardin Alice-Saunier-Seïté. - Saint-Germain-des-Prés. |

## Kommunikationer
- Tunnelbana – linje  – Saint-Germain-des-Prés
- Busshållplats Jacob – Paris bussnät, linje 39